# 昂斯蒙
昂斯蒙（法語：Ancemont，法語發音：[ɑ̃smɔ̃]）是法国默兹省的一个市镇，属于凡尔登区。

## 地理
昂斯蒙（49°4'16"N, 5°24'23"E）面积13.3 平方千米，位于法国大東部大區默兹省，该省份为法国西北部内陆省份，北与比利时接壤，西接马恩省和阿登省，南至上马恩省和孚日省，东临默尔特-摩泽尔省。
与昂斯蒙接壤的市镇（或旧市镇、城区）包括：默兹河畔迪约、默兹河畔迪尼、莱蒙泰龙、瑟农库尔莱莫茹伊、苏伊。

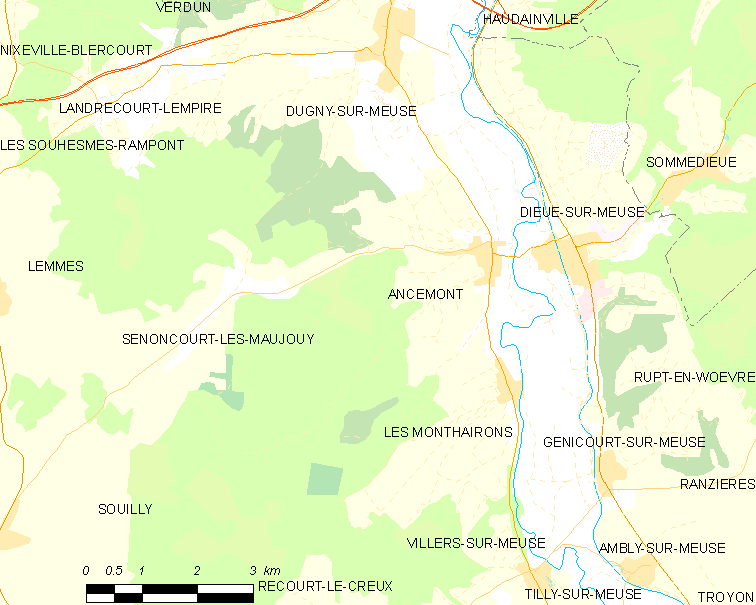
昂斯蒙的OSM定位图

昂斯蒙的时区为UTC+01:00、UTC+02:00（夏令时）。

## 行政
昂斯蒙的邮政编码为55320，INSEE市镇编码为55009。

## 政治
昂斯蒙所属的省级选区为默兹河畔迪约县。

## 人口

1962-2008年间昂斯蒙人口变化图示

昂斯蒙于2022年1月1日时的人口数量为525人。